# Dactylorhiza hochreutinerana
Dactylorhiza hochreutinerana là một loài thực vật có hoa trong họ Lan. Loài này được (K.Hellm.) Soó mô tả khoa học đầu tiên năm 1972.